# ماریکا لاگرکرانتس
ماریکا لاگرکرانتس (سوئدی: Marika Lagercrantz؛ زادهٔ ۱۲ ژوئیهٔ ۱۹۵۴) یک بازیگر و دیپلمات اهل سوئد است. وی از سال ۱۹۶۷ میلادی تاکنون مشغول فعالیت بوده‌است. 
از فیلم‌ها یا سریال تلویزیونی که وی در آن نقش داشته است، می‌توان به  انتقام، دختری با خالکوبی اژدها و گزارش به خداوند اشاره کرد.